# Portus Victoriae Iuliobrigensium
Portus Victoriae Iuliobrigensium o, simplemente, Portus Victoriae («Puerto de la Victoria»), fue un puerto fundado por los romanos durante las guerras cántabras o poco después de su conclusión cuya existencia aparece documentada por Plinio el Viejo en su obra Naturalis historia, escrita en el siglo I de nuestra era:

Civitatum novem regio cantabrorum, flumen Sauga, Portus Victoriae luliobrigensium. Ab eo loco fontes Iberi quadraginta millia passum. Portus Blendium. Orgenomesci e Cantabris. Portus eorum Veceiasueca
La región de los cántabros con nueve «civitates», el río Sauga, el Puerto de la Victoria de los Juliobriguenses. De aquí, a 40 000 pasos, las fuentes del río Ebro. El Puerto de los blendios. Los cántabros orgenomescos. El puerto de estos mismos, Veseiasueca

## Dudas sobre su ubicación
Dado que la única referencia a Portus Victoriae Iuliobrigensium la encontramos en la obra de Plinio el Viejo, los historiadores se han venido planteando cuál habría sido su ubicación exacta. Tradicionalmente, la ubicación más aceptada es la que se correspondería con la actual ciudad de Santander y con los restos que aparecen bajo la actual Catedral de la Asunción.
En el estudio de esta cuestión se debe tener en cuenta que Plinio el Viejo describe la costa norte de la Hispania Citerior de este a oeste, esto es, Portus Victoriae el más oriental, luego Portus Blendium (actual Suances) y, por último, el más occidental, Portus Veseiasueca (actual San Vicente de la Barquera), quedando el río Sauga al este de Portus Victoriae.
Pues bien, algunos autores, como Joaquín González Echegaray, identifican Portus Victoriae con Santander, basándose en los siguientes argumentos:
- Tradicionalmente, el río Sauga se ha identificado con el Asón.
- La distancia entre Santander y el nacimiento del Ebro sería de 40 000 pasos.
- El nombre, Puerto de la Victoria de los Juliobriguenses, ya que Santander es la salida natural de Julióbriga al mar.
- Los restos arqueológicos encontrados en Santander demuestran claramente la presencia romana.

Frente a esta tesis, otros historiadores, como Fermín de Sojo y Lomba o Aureliano Fernández-Guerra, defienden que Portus Victoriae no es sino la actual Santoña. Uno de los principales problemas de esta tesis es que Santoña no es la salida natural al mar de Iuliobriga, porque se encuentra demasiado lejos de ella, teniendo otros puertos mucho más accesibles. Aun así, esta opinión se apoya en lo siguiente:
- Los restos arqueológicos hallados cerca de la iglesia de Santa María del Puerto demuestran la existencia de un puerto romano en Santoña.
- Las condiciones geográficas de Santoña como puerto natural, que son más ventajosas que en otras ciudades como Suances o San Vicente de la Barquera.